# Da Pia blev væk
Da Pia blev væk er en dansk børnefilm fra 1974 instrueret af Ulla Raben.

## Handling
Pia er på indkøb med sin mor i Lyngby Storcenter. Mens hendes mor smager på oste, kigger Pia sig omkring og er pludselig væk fra hende. Pia venter så i en legetøjsforretning og over kundeservice kaldes hendes mor.